# ميخائيل برودي
ميخائيل برودي هو لغوي مجري، ولد في 1954.